# Zephyranthes modesta
Zephyranthes modesta är en amaryllisväxtart som beskrevs av Pierfelice Ravenna. Zephyranthes modesta ingår i släktet Zephyranthes och familjen amaryllisväxter. Inga underarter finns listade i Catalogue of Life.